# Žabokreky nad Nitrou
Žabokreky nad Nitrou és un poble i municipi d'Eslovàquia que es troba a la regió de Trenčín.

## Història
La primera menció escrita de la vila es remunta al 1291.

## Demografia
| Godina             | 1994 | 2004   | 2014   | 2024   |
| ------------------ | ---- | ------ | ------ | ------ |
| Nombre de persones | 1633 | 1658   | 1686   | 1710   |
| Diferència         |      | +1,53% | +1,68% | +1,42% |

| Godina             | 2023 | 2024   |
| ------------------ | ---- | ------ |
| Nombre de persones | 1703 | 1710   |
| Diferència         |      | +0,41% |